# Gewichtheffen op de Gemenebestspelen 2010
Gewichtheffen is een van de sporten die beoefend werden op de Gemenebestspelen 2010. Het gewichtheftoernooi vond plaats van 4 tot en met 12 oktober in het JN Sports Complex.

## Onderdelen en programma
Er werden zeventien onderdelen georganiseerd. In de onderstaande tabel staan de onderdelen en de speeldata.
| Onderdeel | 4      | 5      | 6      | 7      | 8      | 9      | 10      | 11      | 12    |
| --------- | ------ | ------ | ------ | ------ | ------ | ------ | ------- | ------- | ----- |
| mannen    | -56 kg | -62 kg | -69 kg | -77 kg | -85 kg | -94 kg | -105 kg | +105 kg | Power |
| vrouwen   | -48 kg | -53 kg | -58 kg | -63 kg | -69 kg | -75 kg | +75 kg  |         | Power |

## Medailles

### Medaillewinnaars

#### Mannen
| Onderdeel    | Goud                   | Goud | Zilver              | Zilver | Brons                                 | Brons |
| ------------ | ---------------------- | ---- | ------------------- | ------ | ------------------------------------- | ----- |
| tot 56 kg    | Amirul Hamizan Ibrahim | MAS  | Sukhen Dey          | IND    | Valluri Srinivasa Rao                 | IND   |
| tot 62 kg    | Aricco Jumithih        | MAS  | Naharudin Mahayudin | MAS    | Anton Sudesh Peiris Kurukulasooriyage | SRI   |
| tot 69 kg    | Ravi Kumar Kutalu      | IND  | Chinthana Vidanage  | SRI    | Mohd Hafifi Mansor                    | MAS   |
| tot 77 kg    | Yukio Peter            | NRU  | Ben Turner          | AUS    | Sudhir Kumar Chitradurga              | IND   |
| tot 85 kg    | Simplice Ribouem       | AUS  | Richard Patterson   | NZL    | Mathieu Marineau                      | CAN   |
| tot 94 kg    | Faavae Faauliuli       | SAM  | Peter Kirkbride     | SCO    | Benedict Uloko                        | NGR   |
| tot 105 kg   | Niusila Opeloge        | SAM  | Stanislav Chalaev   | NZL    | Curtis Onaghinor                      | NGR   |
| boven 105 kg | Damon Kelly            | AUS  | Itte Detenamo       | NRU    | George Kobaladze                      | CAN   |
| Powerliften  | Yakuna Adesokan        | NGR  | Anthony Ulonnam     | NGR    | Ikechukwu Obichukwu                   | NGR   |

#### Vrouwen
| Onderdeel   | Goud                    | Goud | Zilver                      | Zilver | Brons                  | Brons |
| ----------- | ----------------------- | ---- | --------------------------- | ------ | ---------------------- | ----- |
| tot 48 kg   | Augustina Nkem Nwaokolo | NGR  | Ngangbam Soniya Chanu       | IND    | Sandhya Rani Devi Atom | IND   |
| tot 53 kg   | Marilou Dozois-Prevost  | CAN  | Onyeka Azike                | NGR    | Raihan Yusoff          | MAS   |
| tot 58 kg   | Renu Bala Chanu         | IND  | Seen Lee                    | AUS    | Zoe Smith              | ENG   |
| tot 63 kg   | Obioma Agatha Okoli     | NGR  | Michaela Breeze             | WAL    | Marie Josephe Fegue    | CMR   |
| tot 69 kg   | Christine Girard        | CAN  | Janet Marie Georges         | SEY    | Itohan Ebireguesele    | NGR   |
| tot 75 kg   | Hadiza Zakari           | NGR  | Marie-Ève Beauchemin-Nadeau | CAN    | Monika Devi            | IND   |
| boven 75 kg | Ele Opeloge             | SAM  | Maryam Usman                | NGR    | Deborah Acason         | AUS   |
| Powerliften | Esther Oyema            | NGR  | Ganiyatu Onaolapo           | NGR    | Osamwenyobor Arasomwan | NGR   |

## Medailleklassement
| Plaats | Land          | Goud | Zilver | Brons | Totaal |
| 1      | Nigeria       | 5    | 4      | 5     | 14     |
| 2      | Samoa         | 3    | 0      | 0     | 3      |
| 3      | India         | 2    | 2      | 4     | 8      |
| 4      | Australië     | 2    | 2      | 1     | 5      |
| 5      | Maleisië      | 2    | 1      | 2     | 5      |
| 5      | Canada        | 2    | 1      | 2     | 5      |
| 7      | Nauru         | 1    | 1      | 0     | 2      |
| 8      | Nieuw-Zeeland | 0    | 2      | 0     | 2      |
| 9      | Sri Lanka     | 0    | 1      | 1     | 2      |
| 10     | Schotland     | 0    | 1      | 0     | 1      |
| 10     | Seychellen    | 0    | 1      | 0     | 1      |
| 10     | Wales         | 0    | 1      | 0     | 1      |
| 13     | Engeland      | 0    | 0      | 1     | 1      |
| 13     | Kameroen      | 0    | 0      | 1     | 1      |
| Totaal | Totaal        | 17   | 17     | 17    | 51     |